# Allocormodes intractabilis
Allocormodes intractabilis är en insektsart som först beskrevs av Walker 1860.  Allocormodes intractabilis ingår i släktet Allocormodes och familjen fjärilsländor. Inga underarter finns listade i Catalogue of Life.